# Круглое (Ельский район)
Круглое, Круглая (бел. Круглая) — упразднённая деревня в Ельском районе Гомельской области Белоруссии. В составе Кочищанского сельсовета.

## География
Располагалась в 4 км на северо-запад от д. Чертень Кочищанского сельсовета.

## История
Деревня на территории Ельского района Гомельской области, уничтоженная немецко-фашистскими оккупантами вместе с жителями во время Великой Отечественной войны.
Перед войной в деревне жило 47 человек.
Во время карательной операции 18 июля 1942 г. гитлеровцы убили жителей (41 человека, в т. ч. 24 ребёнка), разграбили имущество и сожгли деревню (12 дворов).
После войны не возродилась.
На могиле жертв фашизма, похороненных на месте сожжённой деревни, в 1972 году установлена стела с барельефными изображениями голов старика, женщины и ребёнка.
Деревня увековечена в мемориальном комплексе «Хатынь».

## Население

### Численность
- 1941 год — 47 жителей

### Динамика
- 1941 год — 47 жителей

## Достопримечательность
- Памятник на могиле уничтоженных гитлеровцами жителей деревни Круглое Ельского района Гомельской области.